# Rock Antenne Hamburg
Rock Antenne Hamburg ist ein privater Rocksender für die Metropolregion Hamburg und Teil des nationalen Rock Antenne Netzwerks. Dabei hat die Rock Antenne GmbH & Co. KG eine 49-prozentige und die NWZ Funk und Fernsehen GmbH & Co. KG eine 51-prozentige Beteiligung an dem Hörfunkunternehmen.

## Programm
Rock Antenne Hamburg spielt schwerpunktmäßig Musik der Bereiche Classic Rock, Hard Rock und Modern Rock. Der Sender ist dem AOR-Format zuzuordnen und spricht als Zielgruppe die 25- bis 49-Jährigen an.
Rock Antenne Hamburg sendet zu jeder vollen Stunde Nachrichten aus Hamburg, Deutschland und der Welt. Dazu gibt es das Wetter, speziell für die UKW-Sendegebiete angepasst, sowie die aktuellen Meldungen aus der Rockmusikszene.
Neben dem klassischen Radioprogramm bietet Rock Antenne Hamburg eine ständig wachsende Anzahl an Themenstreams an.
Hier die Streams im Überblick:
- Alternative Stream
- Cover Songs Stream
- Punk Rock Stream
- Heavy Metal Stream
- Young Stars Stream
- Soft Rock Stream
- Rock ’n’ Roll Stream
- Classic Perlen Stream
- Deutsch Rock Stream
- Munich City Nights[3]
- Melodic Rock
- X-Mas Rock
- Live Rock
- 80er Rock

Alle Angebote sind über die gängigen Empfangswege verfügbar.

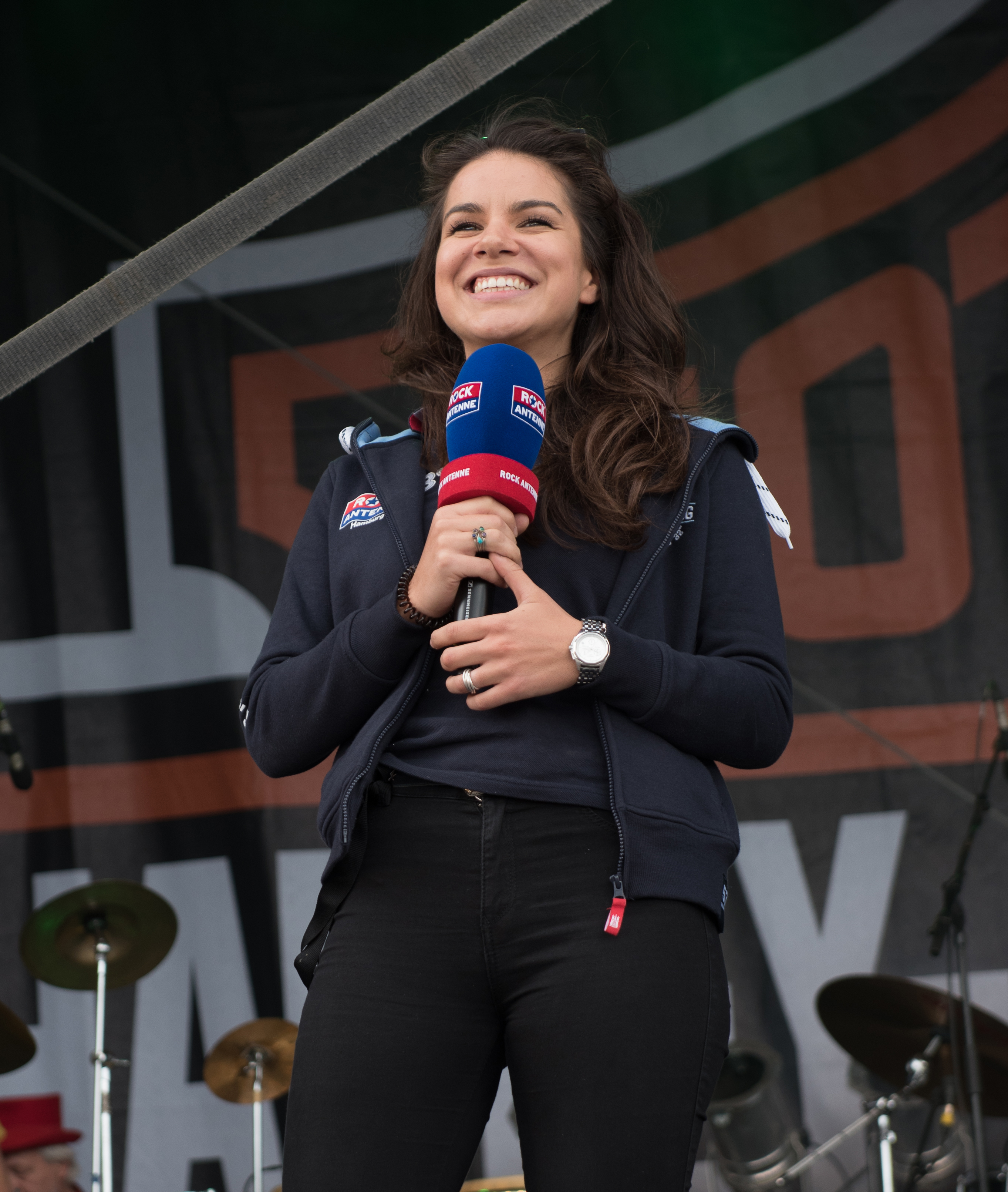
Lilly Roberts bei den Hamburger Harley Days 2018

## Sendungen und Moderatoren
- Alex Schmidt - Frühschicht
- Lilly Roberts - Frühschicht
- Lars Lorenz - Homerun

## Geschichte
Im Dezember 2017 übernahm die Rock Antenne GmbH & Co. KG 49 Prozent der Anteile am Hamburger Radiosender Alsterradio. Der Sendebetrieb von Alsterradio wurde am 1. April 2018 eingestellt. Am 9. April 2018 um 5.00 Uhr startete Rock Antenne Hamburg den Sendebetrieb.
Seit dem 1. März 2024 wird im selben Funkhaus aus dem Semperhaus in der Spitalerstraße 10 gesendet - zusammen mit Radio Hamburg und Hamburg Zwei.